# Лесуса
Лесуса (ісп. Lezuza) — муніципалітет в Іспанії, у складі автономної спільноти Кастилія-Ла-Манча, у провінції Альбасете. Населення — 1620 осіб (2010).
Муніципалітет розташований на відстані близько 200 км на південний схід від Мадрида, 43 км на захід від Альбасете.
На території муніципалітету розташовані такі населені пункти: (дані про населення за 2010 рік)
- Лесуса: 984 особи
- Тір'єс: 538 осіб
- Ла-Юнкера: 76 осіб
- Ванделарас-де-Абахо: 12 осіб
- Ванделарас-де-Арріба: 10 осіб

## Демографія
Динаміка населення (INE ):

## Галерея зображень

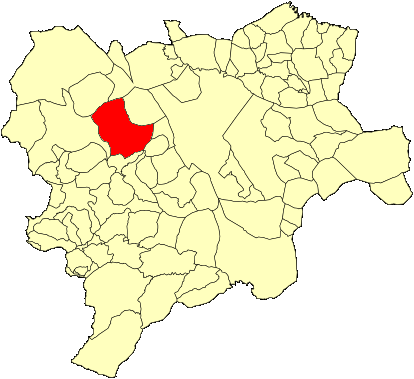
Розташування муніципалітету у провінції Альбасете